# La Concha, Sinaloa
La Concha är en ort i Mexiko.   Den ligger i kommunen Escuinapa och delstaten Sinaloa, i den centrala delen av landet, 700 km nordväst om huvudstaden Mexico City. La Concha ligger 18 meter över havet och antalet invånare är 1 400.
Terrängen runt La Concha är platt söderut, men norrut är den kuperad. Terrängen runt La Concha sluttar söderut. Runt La Concha är det ganska glesbefolkat, med 27 invånare per kvadratkilometer. Närmaste större samhälle är Acaponeta, 10,1 km öster om La Concha. Trakten runt La Concha består till största delen av jordbruksmark.